# Vanwall
Vanwall est une ancienne marque de sport automobile, présente en Formule 1 de 1954 à 1960. Elle a notamment remporté la toute première coupe du monde des constructeurs de Formule 1, en 1958.

## Histoire

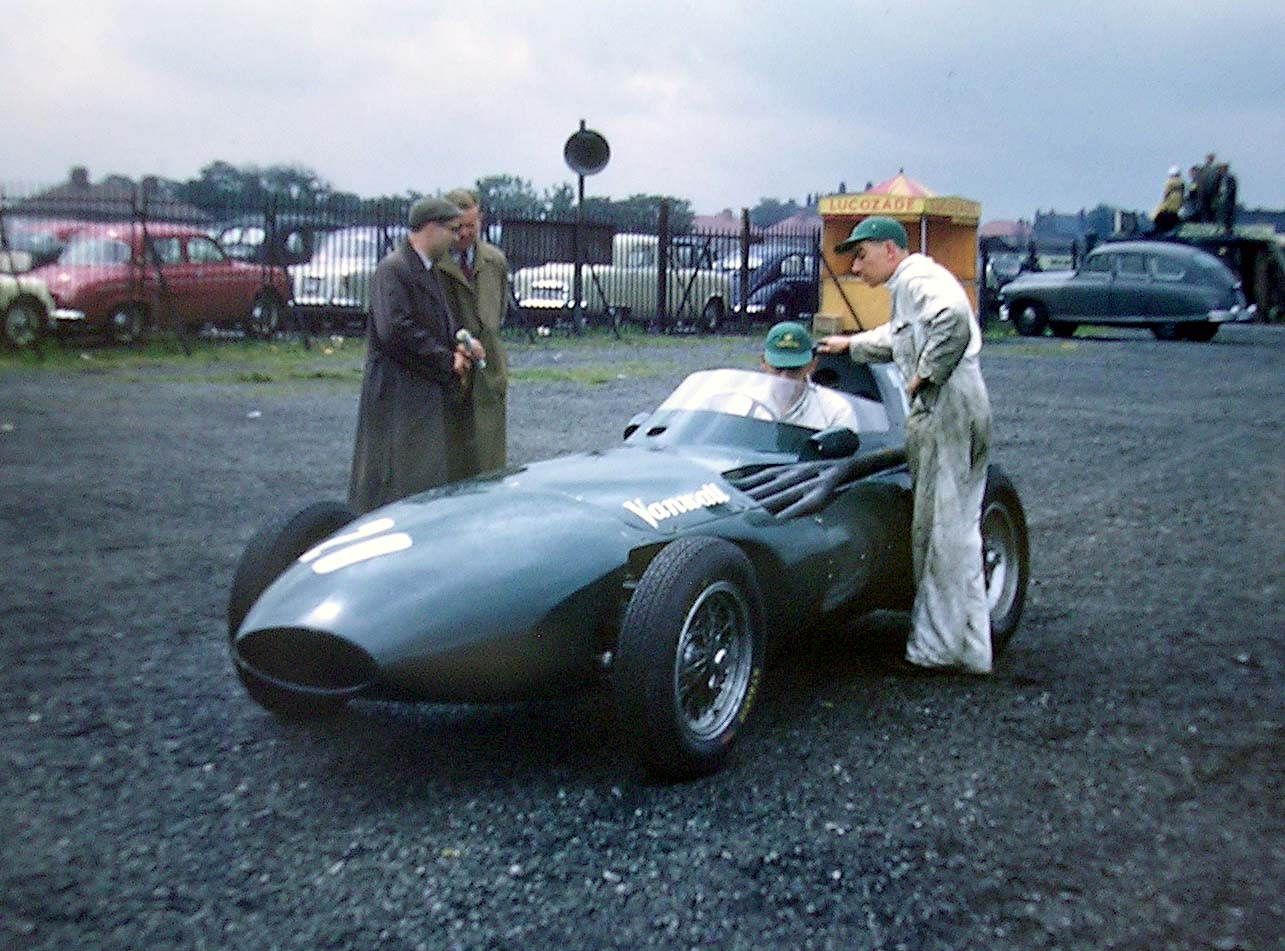
La Vanwall VW 5, à Aintree, en 1957

Vanwall a été fondé par l'entrepreneur britannique Tony Vandervell (en). Initialement partie prenante dans le consortium BRM (son entreprise, Thinwall, fabrique divers éléments mécaniques, en particulier des coussinets de bielle à parois minces qui remplacent les paliers de bielle classiques revêtus de régule), il se lasse vite des lenteurs du projet et décide de se lancer tout seul dans le sport automobile à la fin des années 1940. Après s'être fait la main en préparant des Ferrari en Formule libre, il met à profit le nouveau règlement technique pour se lancer en championnat du monde de Formule 1 en 1954 avec une nouvelle voiture : la Vanwall (contraction de Vandervell et de Thinwall).
Après deux années de rodage où les Vanwall sont impuissantes à lutter contre les ténors du championnat du monde (Mercedes, Ferrari, Maserati), les voitures de Tony Vandervell réalisent leurs premiers coups d'éclat en 1956, par l'intermédiaire du pilote américain Harry Schell. Des prestations suffisamment convaincantes pour attirer Stirling Moss, l'un des meilleurs pilotes de sa génération. En 1957, après un début d'année mitigé, la Vanwall remporte son premier succès au Grand Prix automobile de Grande-Bretagne (victoire partagée par Tony Brooks et Stirling Moss), puis termine la saison en trombe avec deux victoires consécutives de Moss en terre italienne. 
Pour la saison 1958, Vanwall peut légitimement ambitionner les titres mondiaux (au pluriel, puisque le championnat du monde des constructeurs est inauguré). Avec trois victoires pour Moss et trois victoires pour Brooks, la Vanwall s'affirme effectivement cette année-là comme la meilleure voiture du plateau, et la marque décroche le titre des constructeurs. Du côté des pilotes, Moss et Brooks se font néanmoins souffler les lauriers par Mike Hawthorn, moins brillant mais plus régulier sur sa Ferrari. Mais la saison de Vanwall est assombrie par la disparition en fin d'année du troisième pilote de l'écurie, Stuart Lewis-Evans, victime d'un accident mortel lors du dernier GP de l'année au Maroc. 
À la surprise générale, Tony Vandervell annoncera peu de temps après qu'il retire son écurie du sport automobile pour raisons de santé. Les Vanwall feront encore d'épisodiques apparitions en 1959 et 1960 avant que l'activité ne soit définitivement stoppée.

## Tentative de retour
Vanderwall, la compagnie mère vendue au conglomérat britannique GKN après la mort de Tony Vanderwall en 1967, annonce en 1995 vouloir revenir en Formule 1. Le projet, mené par Mike Earle, l'ancien patron de l'écurie Onyx Grand Prix, prévoit l'utilisation d'un moteur V10 Ford-Cosworth, de pneumatiques Dunlop, compagnie ne fournissant plus aucune écurie depuis 1977, ainsi que le retour de Nigel Mansell en compétition et un partenariat avec Coca-Cola. Le projet n'aboutit finalement pas,,.
Un autre projet de retour de la marque Vanwall fleurit en 2020. PMC Gmbh, la société qui exploite ByKolles, enregistre la marque Vanwall à des fins commerciales et industrielles. L'objectif est alors d'utiliser le nom Vanwall en compétition et de construire des véhicules de course qui rendent hommage au passé glorieux du constructeur. La première traduction de ce retour est observée en mars 2022, avec la présentation de la Vanwall LMH. Il s'agit d'une voiture répondant aux règles de la catégorie Hypercar, seule catégorie prétendante à la victoire au général aux 24 Heures du Mans depuis 2021. 

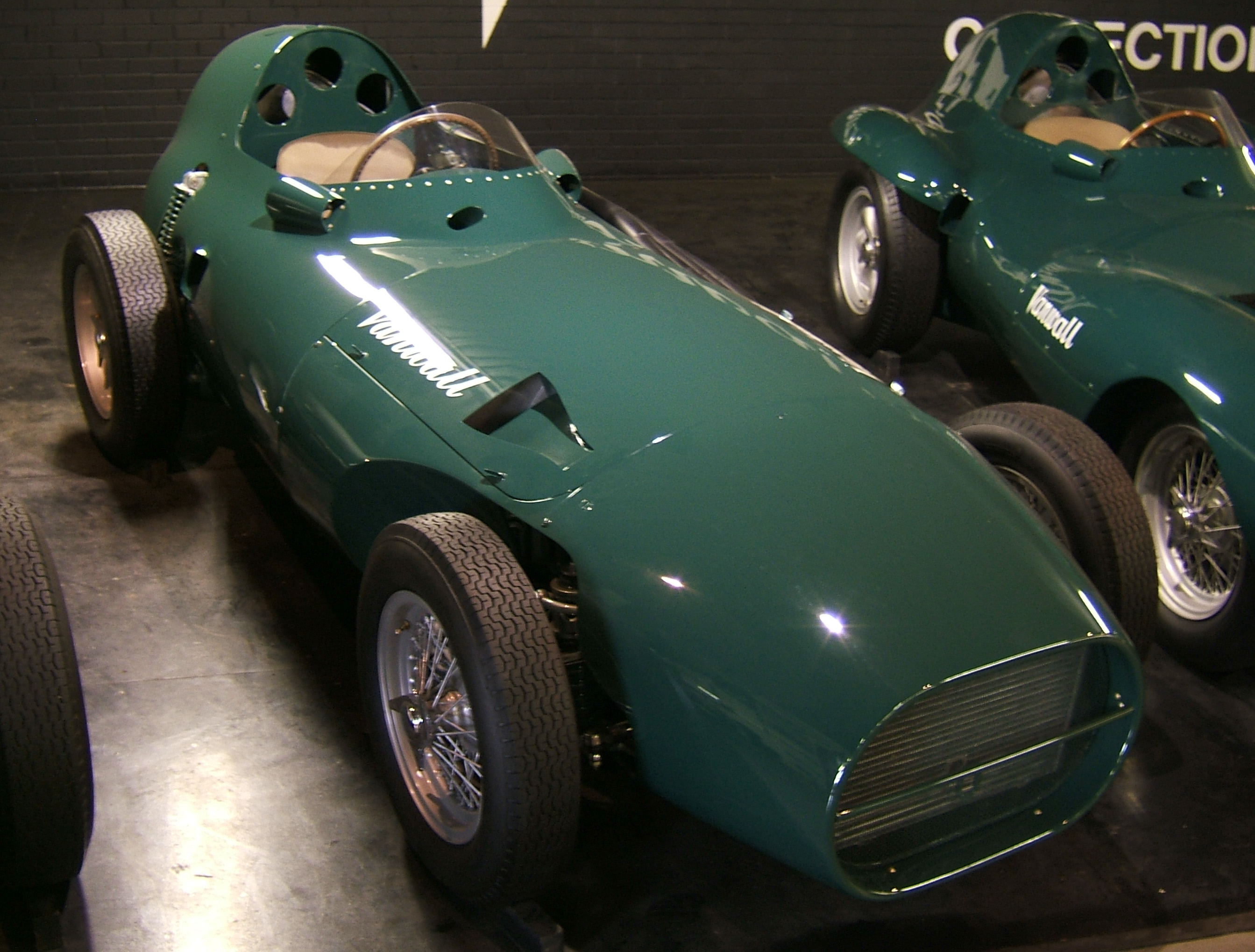
Vanwall VW 7 (1958)
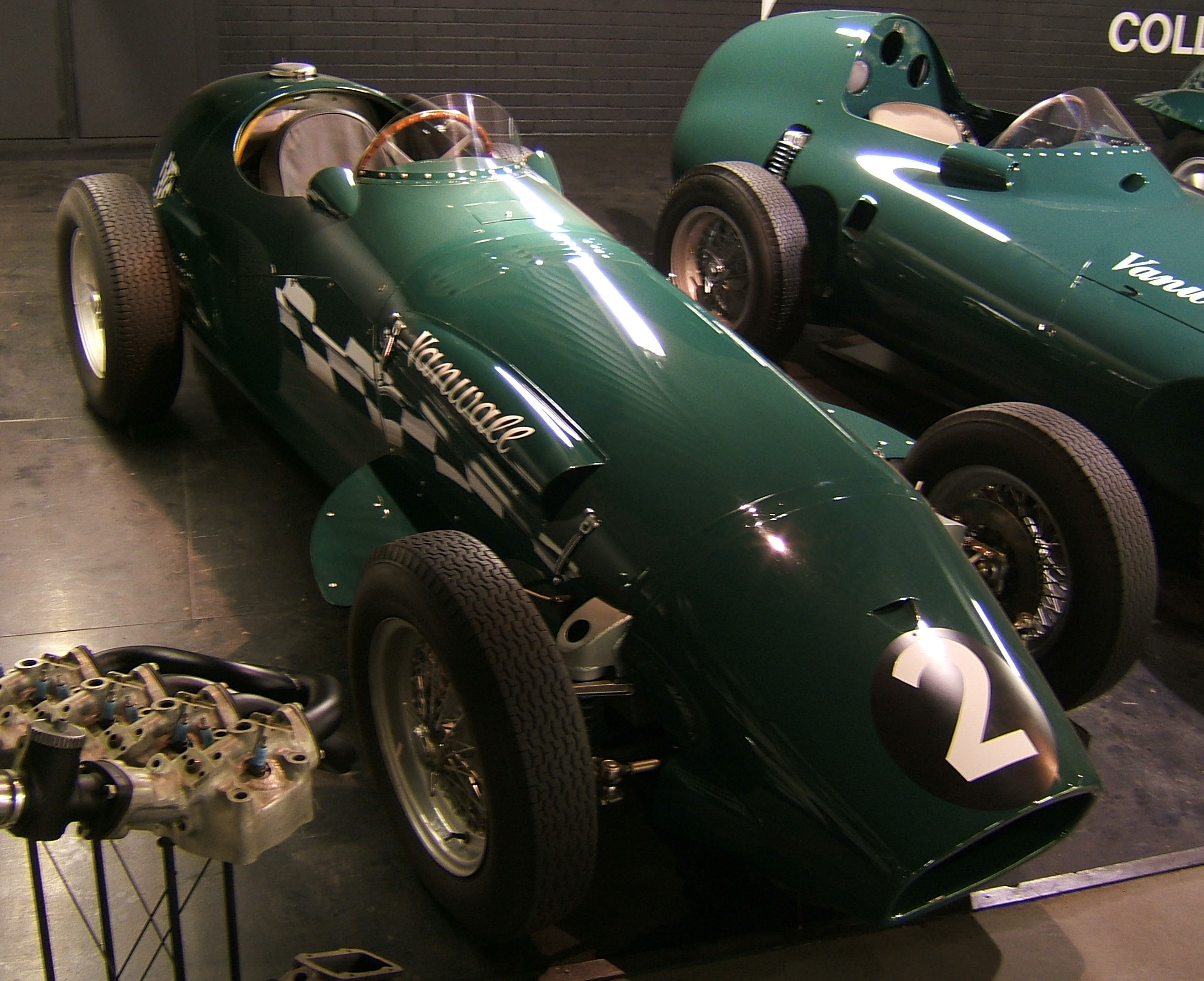
Vanwall VW 2 (1955)
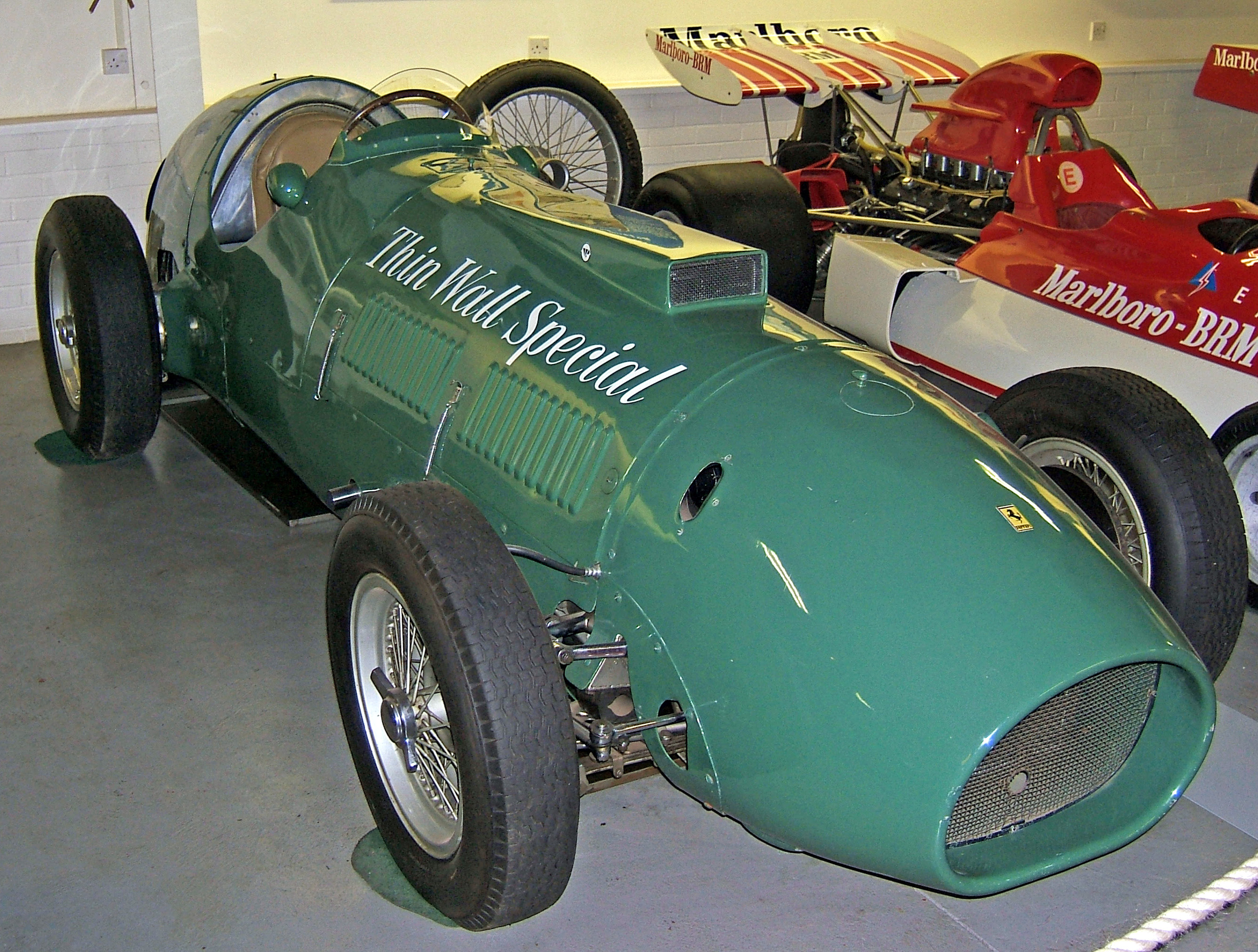
Ferrari Thinwall Special (1952)

## Résultats en championnat du monde de Formule 1
| Saison | Écurie                  | Châssis         | Moteur             | Pneus   | Pilotes                                                                            | Grands Prix disputés | Points inscrits | Classement |
| ------ | ----------------------- | --------------- | ------------------ | ------- | ---------------------------------------------------------------------------------- | -------------------- | --------------- | ---------- |
| 1951   | GA Vandervell           | Ferrari 375     | Ferrari V12        | Pirelli | Reg Parnell Peter Whitehead                                                        | 2                    | -               | -          |
| 1954   | GA Vandervell           | Vanwall Special | Vanwall 4 en ligne | Pirelli | Peter Collins                                                                      | 2                    | -               | -          |
| 1955   | Vandervell Products Ltd | Vanwall VW 55   | Vanwall 4 en ligne | Pirelli | Mike Hawthorn Ken Wharton Harry Schell                                             | 4                    | -               | -          |
| 1956   | Vandervell Products Ltd | Vanwall VW 2    | Vanwall 4 en ligne | Pirelli | Maurice Trintignant Mike Hawthorn Harry Schell José Froilán González Piero Taruffi | 5                    | -               | -          |
| 1957   | Vandervell Products Ltd | Vanwall VW 5    | Vanwall 4 en ligne | Pirelli | Stirling Moss Tony Brooks Stuart Lewis-Evans Roy Salvadori                         | 6                    | -               | -          |
| 1958   | Vandervell Products Ltd | Vanwall VW 5    | Vanwall 4 en ligne | Dunlop  | Stirling Moss Tony Brooks Stuart Lewis-Evans                                       | 9                    | 48 (57)         | Champion   |
| 1959   | Vandervell Products Ltd | Vanwall VW 59   | Vanwall 4 en ligne | Dunlop  | Tony Brooks                                                                        | 1                    | 0               | Non classé |
| 1960   | Vandervell Products Ltd | Vanwall VW 11   | Vanwall 4 en ligne | Dunlop  | Tony Brooks                                                                        | 1                    | 0               | Non classé |

## Résultats en championnat du monde d'endurance
| Saison | Écurie                    | Châssis        | Pneus    | Pilotes                                                                                  | Courses disputées | Points inscrits | Classement |
| ------ | ------------------------- | -------------- | -------- | ---------------------------------------------------------------------------------------- | ----------------- | --------------- | ---------- |
| 2023   | Floyd Vanwall Racing Team | Vandervell 680 | Michelin | Tom Dillmann Esteban Guerrieri Jacques Villeneuve Tristan Vautier João Paulo de Oliveira | 6                 | 8               | 7e         |